# تای بورل
تایلر جرارد «تای» بورل (به انگلیسی: Tyler Gerald "Ty" Burrell) بازیگر تلویزیونی و سینمایی آمریکایی است. او بیشتر برای بازی در نقش فیل دانفی در مجموعه تلویزیونی کمدی خانواده امروزی که از شبکه ای‌بی‌سی پخش می‌شود، شناخته شده‌است. او برای بازی در این نقش در سال ۲۰۱۱ برنده جایزه امی بهترین بازیگر نقش مکمل مرد را دریافت نمود و سه بار دیگر در سال‌های ۲۰۱۰، ۲۰۱۲ و ۲۰۱۳ نامزد دریافت این جایزه شد.

## فیلم‌شناسی
- سقوط شاهین سیاه (۲۰۰۱)
- طلوع مردگان (۲۰۰۴)
- یک جمع خوب (۲۰۰۴)
- خز (۲۰۰۶)
- هالک شگفت‌انگیز (۲۰۰۸)
- خانواده امروزی (۲۰۰۹–اکنون)
- بازی منصفانه (۲۰۱۰)
- شکوه صبح (۲۰۱۰)
- ماپت‌ها: تحت تعقیب (۲۰۱۴)
- ماپت‌ها: تحت تعقیب (۲۰۱۴)
- دوقلوهای اسکلت (۲۰۱۴)
- در جستجوی دوری (۲۰۱۶)